# トリフルリジン
トリフルリジン（Trifluridine）、別名トリフルオロチミジン（Trifluorothymidine、TFT）は、主に眼科で使用される抗ヘルペスウイルス薬である。グラクソ・スミスクラインに吸収されたグラクソ・ウェルカム社がViropticという商品名で販売していた。このブランドは現在、キング・ファーマシューティカルズが完全所有するモナーク・ファーマシューティカルズが所有している。
トリフルリジンは1980年に医療用として発売された。日本では承認されていない。また、抗癌剤であるトリフルリジン・チピラシルの成分でもあり、この合剤は経口で服用される。こちらは日本で承認されている。

## 参考資料
1. ↑  Long, Sarah S.; Pickering, Larry K.; Prober, Charles G. (2012) (英語). Principles and Practice of Pediatric Infectious Disease. Elsevier Health Sciences. p. 1502. ISBN 978-1437727029
2. ↑  “ロンサーフ配合錠T15／ロンサーフ配合錠T20 添付文書”. www.info.pmda.go.jp. 2021年9月20日閲覧。